# Staatstheater Mainz
Das Staatstheater Mainz (bis 1989 Stadttheater Mainz) wurde zwischen 1829 und 1833 von Georg Moller errichtet.

## Entwicklung
Die Entwicklung des Staatstheaters Mainz vom einstigen römischen Bühnentheater, dem größten nördlich der Alpen, über das Städtische Theater bis hin zum wieder sanierten Mollerbau erstreckt sich über mehr als 2000 Jahre.
Das Staatstheater Mainz ist ein Mehrspartenhaus. Es vereint Musiktheater, Schauspiel und Tanz unter einem Dach. Neben den drei Hauptsparten zeigt das Staatstheater Mainz Konzerte sowie Stücke für Kinder und Jugendliche. Die drei Spielstätten – Großes Haus, Kleines Haus und die Studiobühne U17 befinden sich im Zentrum der Stadt.

## Architektur

### Errichtung

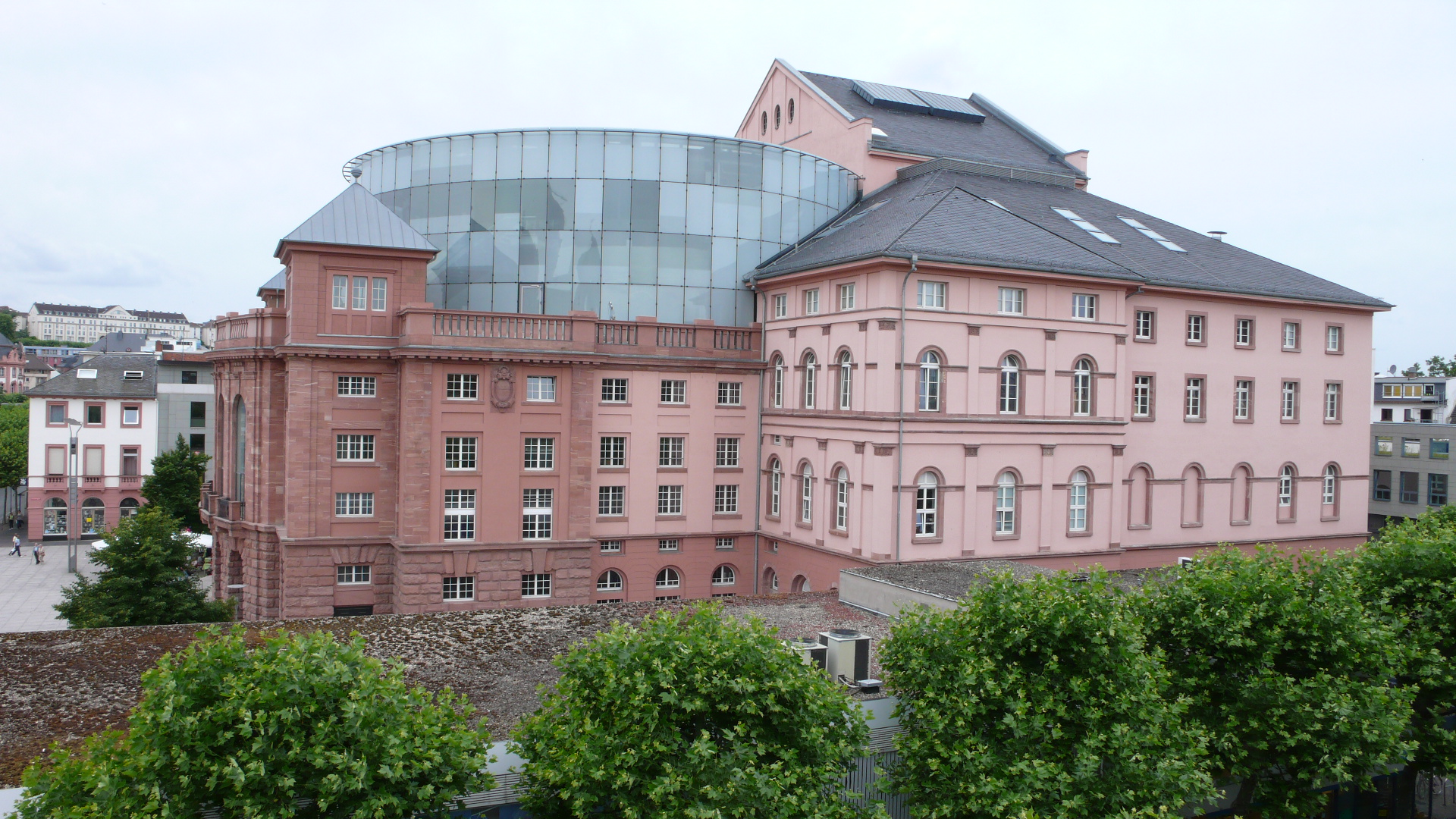
Seitenansicht des Staatstheaters nach dem Umbau 2001

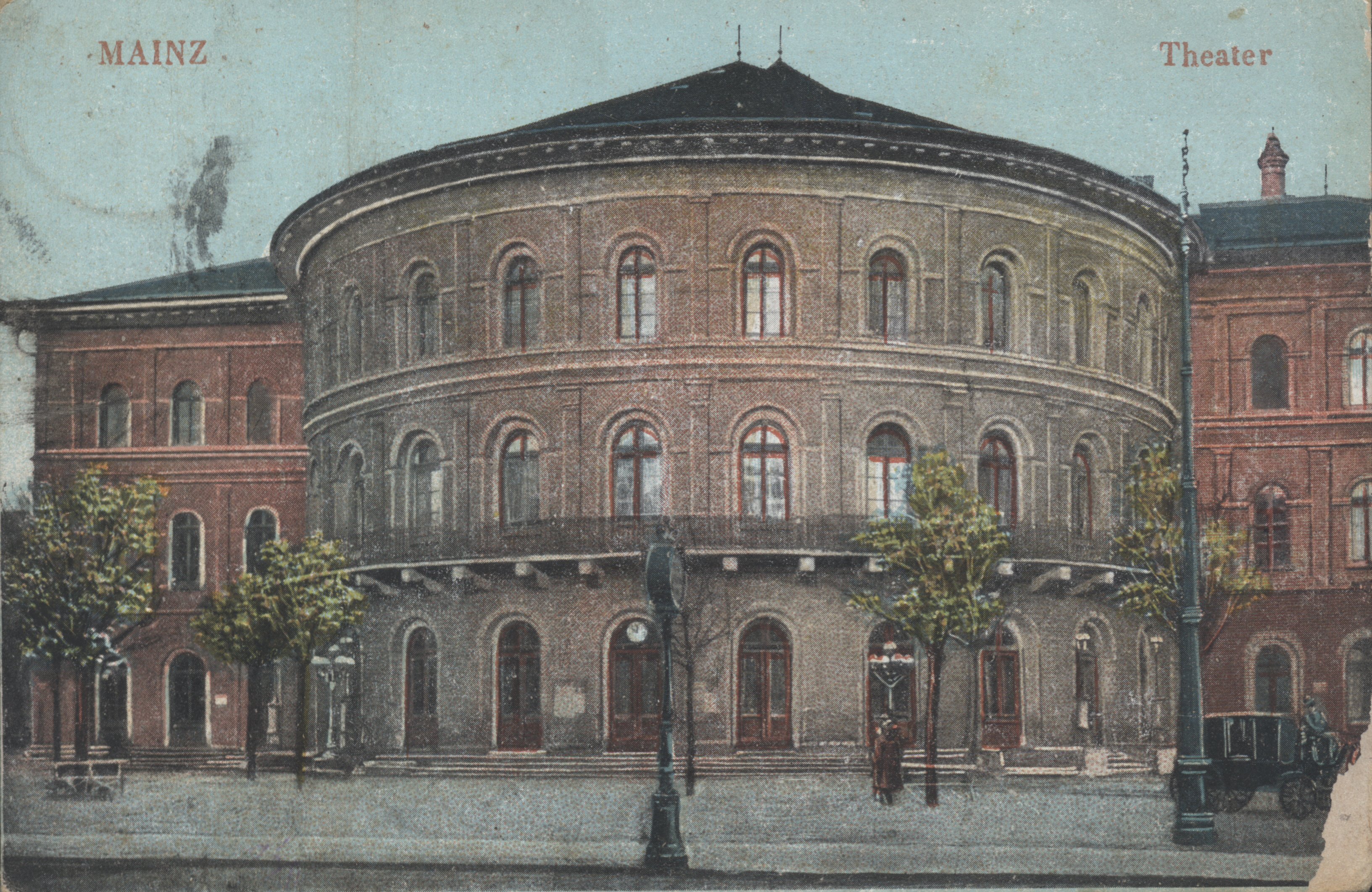
Mollerbau vor dem Umbau von 1910

Der Bau des Staatstheaters Mainz am Gutenbergplatz wurde zwischen 1829 und 1833 durch den Darmstädter Hofbaumeister Georg Moller errichtet. Der Bau war bereits seit Jahrzehnten vom Bürgertum der Stadt Mainz gefordert worden, kostete rund 280.000 Gulden (der Haushalt der Stadt belief sich damals auf 300.000 Gulden) und löste den ehemaligen kurfürstlichen Marstall auf der Großen Bleiche als Theaterraum ab. Im Zuge der Eröffnung des Baus wurde die Großherzogliche Nationalbühne Mainz in Stadttheater Mainz umbenannt.
Der Theaterbau stellte erstmals, in Anlehnung an das Kolosseum in Rom, das Halbrund des Zuschauerraums nach außen hin dar. Dies war eine deutliche Abkehr von der bisherigen Praxis, Theaterbauten eckig und symmetrisch im Stil antiker Tempel zu errichten. Die neue Formgebung wirkte sich positiv auf die Sichtverhältnisse aus. Allerdings verfügte das Theater über kein größeres Foyer, in welchem die Zuschauer die Vorstellungspausen hätten verbringen können. Ein solches wurde 1910 dem Moller-Bau vorgebaut, wodurch die charakteristische Rundung der Frontfassade allerdings verloren ging.
Das Theater wurde durch die Luftangriffe auf Mainz teilweise zerstört und unbespielbar. Die französische Administration der Stadt sorgte für eine Verbesserung der Situation. Der französische Hohe Kommissar in Deutschland, André François-Poncet, regte 1949 den Wiederaufbau des Theaters an und unterstützte auch die Umsetzung dieses Kulturziels. Der Mainzer Oberbaurat Richard Jörg leitete 1949 bis 1951 den Wiederaufbau des zerstörten Stadttheaters. Die feierliche Wiedereröffnung fand am 24. November 1951 statt und wurde durch Serge Lifar mit dem Ballett der Pariser Oper in Anwesenheit von François-Poncet gestaltet.

### Erweiterung und Umbau 1989–2001
1989 wurde zwischen dem Land Rheinland-Pfalz und der Stadt Mainz der Vertrag zur Gründung der Staatstheater Mainz GmbH geschlossen, das Stadttheater Mainz wurde demzufolge in Staatstheater Mainz umbenannt. 1997 eröffnete das Mainzer Theater eine zweite Spielstätte, das Kleine Haus, welches über ca. 400 Sitzplätze verfügt. Dieses befindet sich als vermeintlich eigener Baukörper direkt hinter dem Großen Haus, ist neben zwei gläsernen Brücken aber auch unterirdisch mit dem Großen Haus verbunden. Nach der Eröffnung des Kleinen Hauses wurde das Große Haus in den Jahren 1998 bis 2001 einer vollständigen Renovierung unterzogen. Das alte Gebäude wurde komplett entkernt, sodass nur die Außenmauern und die unter Denkmalschutz stehenden Fassaden erhalten blieben. Während der Bauarbeiten war das große Haus in der Phönixhalle untergebracht, einer ehemaligen Fabrikhalle, die heute als Konzert- und Musicalhalle dient. Bei der Wiedereröffnung des rund 1000 Zuschauer fassenden Großen Hauses im Jahr 2001 zählte das Staatstheater Mainz zu den modernsten Theaterbauten überhaupt. Außerdem wurde auf dem Dach des Großen Hauses eine Glaskuppel errichtet, die bis 2009 ein Restaurant beherbergte. Seit der Spielzeit 2012/2013 befindet sich dort die Studiobühne Glashaus (ehemals Deck 3) mit 90 bzw. 190 Plätzen.

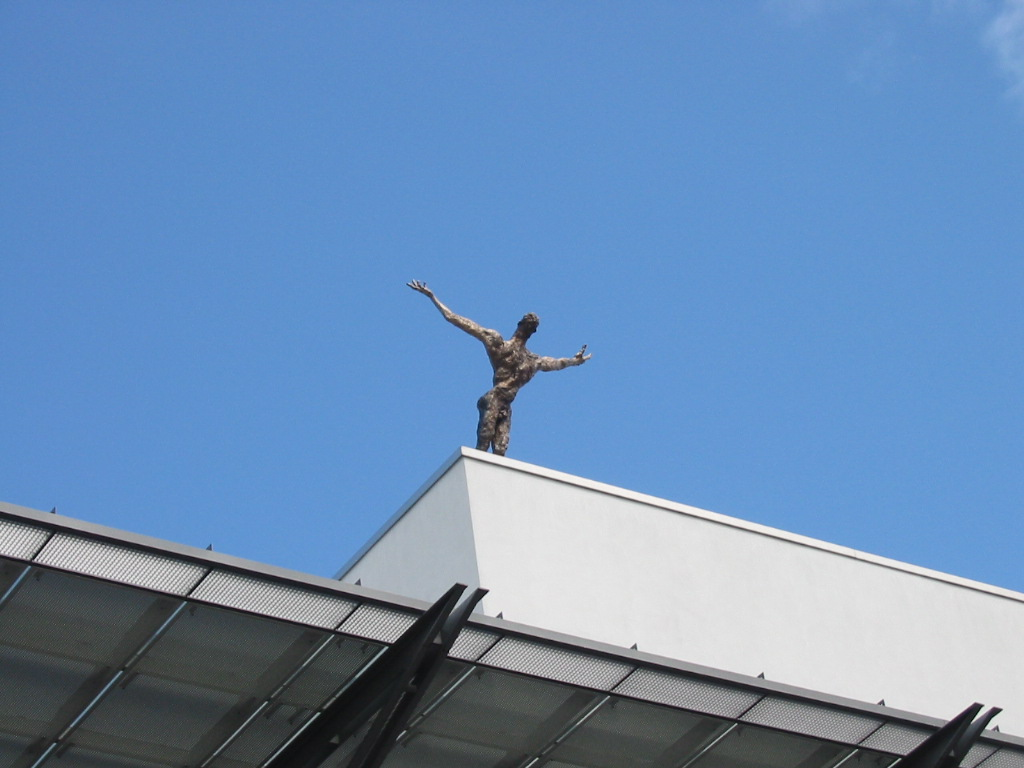
Skulptur „Der Flug“ (1988) von Rainer Fetting auf dem Kleinen Haus

## Intendanten (Auswahl)
- 1892–1894: Georg Brandes
- 1905–1906: Max Behrend
- ab 1961: Georg Aufenanger[1]
- 1977–1991: Dietrich Taube
- 1991–1999: Peter Brenner
- 1999–2006: Georges Delnon
- 2006–2014: Matthias Fontheim
- Seit 2014: Markus A. Müller

## Theaterbetrieb
Der Spielplan des Staatstheaters Mainz umfasst die Sparten Oper mit Konzert, Tanz und Schauspiel. Zusätzlich wird ein breites Programm für Kinder und Jugendliche (justmainz) angeboten.

### Schauspiel
Die Auseinandersetzung mit der Region prägt das Programm ebenso wie große Klassiker, ungewöhnliche Projekte und zeitgenössische Werke. Im Zentrum der künstlerischen Auseinandersetzung mit Themen
und Stoffen steht immer die Frage nach dem Bezug zum Jetzt: Was geht uns das heute an?
Das Schauspiel ist prädestiniert für die explizite inhaltliche Auseinandersetzung mit den Verhältnissen, in denen wir leben und die wir gestalten – und dieser Anspruch lässt sich in zeitgenössischen Stücken und Uraufführungen wie „Stirb, bevor du stirbst“, „Verbrennungen“, „Ramstein Airbase – Game of Drones“, „Kopflohn“, „Water by the spoonful“ oder „Begehren“ ebenso gültig einlösen wie in modernen Klassikern wie „Ein Volksfeind“, „Die Ratten“, „Die Physiker“ oder „Nathan der Weise“ und in den großen klassischen Stoffen wie „Orestes“ oder „Hamlet“.

### Tanz
Der Tanz am Staatstheater Mainz ist seit der Spielzeit 2014/15 zeitgenössisch. Die Zusammenarbeit mit wechselnden renommierten Choreografen aus aller Welt und die starke internationale Vernetzung locken herausragende und vielseitige Tänzerinnen und Tänzer in das Ensemble von tanzmainz an den Rhein. Arbeiten wie „Plafona Now“ und „Soul Chain“ der berühmten israelischen Choreografin Sharon Eyal, der Doppelabend „Magma“ oder die spartenübergreifende Produktion „Hochzeit“ im Großen Haus sorgten für hohe künstlerische Anerkennung ebenso wie einen großen Besucheransturm. Die Tanzsparte des Staatstheaters konnte bereits dreimal den renommierten Deutschen Theaterpreis – Der Faust für die beste Choreografie gewinnen: im Jahr 2017 für „Fall Seven Times“ von Guy Nader und Maria Campos, 2018 für „Soul Chain“ von Sharon Eyal und 2022 für „Sphynx“ von Rafaële Giovanola.
Nicht zuletzt durch das 2015 und 2017 vor ausverkauftem Haus gefeierte tanzmainz festival ist Mainz zu einem überregional wahrgenommenen neuen Anziehungspunkt für Tanzfreunde geworden. Honne Dohrmann zeichnet als kuratierender Tanzdirektor für das Programm verantwortlich.
Zuvor waren Martin Schläpfer und Pascal Touzeau Ballettdirektoren.
Pascal Touzeau holte immer wieder namhafte Choreographen nach Mainz, seit 2009 waren u. a. Werke von Rafael Bonachela, Marc Spradling, Jacopo Godani, Georg Reischl, Didy Veldman, Jiři Kylián und William Forsythe zu sehen.
Martin Schläpfers Programm beinhaltete neben eigenen Arbeiten ein breites Repertoire an Balletten von Hans van Manen, Nils Christe, Christopher Bruce, Paul Lightfoot/Sol León und Twyla Tharp sowie wegweisende Werke des 20. Jahrhunderts von George Balanchine, Kurt Jooss und Antony Tudor. Zudem kreierten jüngere Künstler wie Regina van Berkel, Philipp Egli, Nick Hobbs, Eric Oberdorff, Gisela Rocha und Stijn Celis für ballettmainz.

### Musiktheater
Das Mainzer Musiktheater bietet eine große Vielfalt. Neben Opern, Operetten und Musicals verschiedener Musikstile werden auch Konzerte diversen Charakters geboten. Historisch entwickelte sich das Musiktheater in Mainz seit 1760. In diesem Jahr wollte der damalige Mainzer Theaterdirektor, Konrad Ackermann, dem ständigen Wechsel der Bretterbuden und Wanderbühnen ein Ende setzen und errichtete auf dem Ballplatz ein hölzernes Schauspielhaus. Hier fanden die ersten Opernaufführungen in Mainz statt. 1763 beendete der neue Kurfürst Emmerich Josef von Breidenbach auch dieses Provisorium. „Weil das Theater zur Verbesserung der Sitten beitragen könne“, beschloss der Kurfürst den ersten festen Theaterbau und stellte auch gleich sein persönliches Orchester, die Mainzer Hofkapelle, für die Opernaufführungen zur Verfügung.
Produktionen wie „Armide“, „Mathis der Maler“, „Norma“ oder „Médée“ sind hier neben vielen anderen beispielhaft für ein Musiktheater zu nennen, das die gesellschaftliche Auseinandersetzung mit höchstem ästhetischen und musikalischen Anspruch verbindet. Lydia Steiers Inszenierung von „Perelà“ wurde für den Theaterpreis DER FAUST 2015 nominiert.
Neben dem festen Solistenensemble besteht am Staatstheater Mainz das Junge Ensemble, welches qualifizierten Gesangsstudierenden die Möglichkeit bietet, Bühnenerfahrungen unter professionellen Rahmenbedingungen zu sammeln.

### Generalmusikdirektoren seit 1936
- 1936–1967 Karl Maria Zwißler
- 1967–1974 Helmut Wessel-Therhorn
- 1974–1977 Dietfried Bernet
- 1978–1990 Mladen Bašić
- 1990–1996 Peter Erckens
- 1996–2001 Stefan Sanderling
- 2001–2011 Catherine Rückwardt
- seit 2011 Hermann Bäumer

### Konzerte
Das Konzertprogramm des Staatstheaters Mainz wird vom Philharmonischen Staatsorchester Mainz gestaltet, das sich zu einem der bedeutendsten Klangkörper der gesamten Rhein-Main-Neckar-Region entwickelt hat. Seit der Spielzeit 2011/2012 ist Hermann Bäumer Chefdirigent und Generalmusikdirektor des Staatstheaters Mainz. Er stand u. a. bei der Deutschen Kammerphilharmonie Bremen, beim Radiosinfonieorchester Oslo oder den Bamberger Symphonikern am Pult und war bei Festivals wie dem Rheingau Musik Festival und dem Heidelberger Frühling zu Gast. Als Geschäftsführer zeichnet Jan-Claudius Hübsch verantwortlich, Orchesterdirektor ist Wolfram Schätz.
Pro Spielzeit präsentiert das Orchester im Großen Haus neun Sinfoniekonzerte an jeweils zwei Abenden. Die anspruchsvollen Programme verbinden meist moderne mit klassischen Werken, bekanntes mit unbekanntem Repertoire. Sonderkonzerte ergänzen die sinfonischen Konzerte im Großen Haus, neben denen seit vielen Jahren die kammermusikalischen Matineen im Orchestersaal stehen. Mit vier Konzerten für junge Leute pro Spielzeit und mehreren Kinderkonzerten richtet sich das Staatsorchester ebenfalls an junge Zuhörer und ihre Eltern sowie an Schulklassen. Bei den meisten Kinder- und Jugendkonzerten findet vorher im Foyer des jeweiligen Saales eine Klangwerkstatt statt, bei der die Kinder unter Anleitung durch Orchestermusiker Instrumente ausprobieren dürfen.
Das Junge Ensemble Philharmonie, ein Kooperationsprojekt zwischen dem Philharmonischen Staatsorchester Mainz und der Hochschule für Musik, ermöglicht den Studierenden der Orchesterstudiengänge frühzeitig Einblicke in die Berufspraxis. Seit dem Wintersemester 2007/2008 können ausgewählte Studierende an Proben und Aufführungen von Werken der Sparten Konzert, Musiktheater und Ballett teilnehmen. Das Programm umfasst neben der werkorientierten Arbeit auch Probespieltraining und die Betreuung durch die entsprechenden Stimmgruppen des Philharmonischen Staatsorchesters. Die qualifizierten Studierenden werden in der Regel für die Dauer einer Spielzeit in das Junge Ensemble Philharmonie aufgenommen.

### Junges Theater
Das junge Staatstheater justmainz spielt eine zentrale Rolle im Programm des Hauses – alle Sparten produzieren Stücke für Kinder
und Jugendliche, alle Ensemblemitglieder stehen auch mit großer Begeisterung für justmainz auf der Bühne. Auch für das junge Publikum wird ein Spielplan mit aktuellem gesellschaftlichen Bezug – und zugleich hohem identifikatorischen Potential – entworfen. Stücke wie „Als mein Vater ein Busch wurde“, „Spinnerling“ (eingeladen zum Schäxpir Festival Linz), „Deportation Cast“, „Anders“ und „Der Kleine und das Biest“ belegen dies. Kulturelle Bildung und Partizipation werden im Staatstheater Mainz durch einen abwechslungsreichen Spielplan für alle Altersgruppen, durch enge Zusammenarbeit mit Schulen und Kindergärten ebenso
wie durch zahlreiche theaterpädagogische Angebote mit viel Lust am Spiel großgeschrieben. Im noch jungen Genre des zeitgenössischen Kindermusiktheaters setzt die Opernsparte des Staatstheaters mit eigenen Kompositionsaufträgen wie für „Hamed und Sherifa“ und „Zweieinander“ (als einzige deutsche Produktion eingeladen zum FRATZ Festival Berlin) wichtige Akzente.

### Schwarzes Theater
Von 1975 bis 1984 bestand eine eigene Sparte für Schwarzes Theater mit dem Ensemble des Velvets Theater, welches heute ein eigenes Haus in Wiesbaden betreibt.

### Sonstige Angebote

#### Fastnachtsposse
Als Hommage an die Mainzer Fastnacht wird an den „Hauptfeiertagen der fünften Jahreszeit“ jeweils eine Fastnachtsposse aufgeführt, deren Darsteller von den Mainzer Korporationen gestellt werden. Diese Tradition wurde bereits seit Fastnachtssonntag 1838 vom Mainzer Carneval-Verein begründet.

#### Kostümverkauf
Traditionell werden zwei Wochen vor Fastnacht an einem Samstag ab 11:11 Uhr im Foyer des Kleinen Hauses im Windhundprinzip Kostüme, wie beispielsweise Ballettkostüme, Samt-, Neopren- und Chiffonkleider, Kosakenhemden, Trachten und Matrosenanzüge, Leinenmäntel für Cowboy-Outfits, historische Boleros, Zaubermäntel verschiedener Art, Livreen, Capes und Westen, aber auch Kopfbedeckungen und Stoffreste, aus dem Fundus des Theaters verkauft um die Lagerkapazitäten wieder zu vergrößern.

#### Weihnachtsmärchen
Das Weihnachtsmärchen wird jedes Jahr zur Weihnachtszeit aufgeführt und zieht sowohl Kinder als auch Erwachsene ins Staatstheater Mainz.

#### Führungen und Einführungen
Neben Theaterführungen bietet das Staatstheater Mainz auch weitere Rahmenveranstaltungen rund um das Programm an: Viele Inszenierungen werden mit Publikumsgesprächen, öffentlichen Proben und Stückeinführungen beleuchtet.

#### TV-Sendungen
Die Politik-Talkshow „Quergefragt“ des SWR Fernsehens wurde bis 2007 im Staatstheater Mainz aufgezeichnet. Ab Januar 2016 erfolgt dort die Aufzeichnung der Sendung „Spätschicht – Die Comedy Bühne“.

## Finanzierung
Den größten Anteil zur Finanzierung des Theaterbetriebs tragen die Stadt Mainz und das Land Rheinland-Pfalz mit jeweils 11 Millionen Euro jährlich als „Aufwandszuschuss“. Zusätzlich werden durch den Verein Gesellschaft der Freunde des Mainzer Theaters e. V., die Stiftung Mainzer Theaterkultur und den Förderverein Ballett Mainz e. V. Spenden geworben.

## Kooperation mit den Hochschulen
Zwischen dem Staatstheater Mainz, der Johannes Gutenberg-Universität Mainz und der Hochschule Mainz besteht eine umfassende Kooperation. Neben einer verstärkten inhaltlichen Zusammenarbeit beinhaltet diese ein solidarisches Finanzierungsmodell (über den Semesterbeitrag) zwischen dem Theater und der jeweiligen Studierendenvertretung, das jedem Studierenden ermöglicht, Theater ohne weitere Kosten zu erleben.

## Besonderheiten
Am 21. November 2015 sangen 120 Mitarbeiter des Hauses die Ode an die Freude, während die rechtspopulistische Partei Alternative für Deutschland, vor dem Staatstheater auf dem Gutenbergplatz, eine Kundgebung unter dem Motto „Gegen das Asylchaos“ abhielt. Intendant Müller hatte alle Mitarbeiter des Hauses dazu eingeladen. Auf einem Banner am Theater prangte das Lessing Zitat: „Es eifre jeder seiner unbestochenen von Vorurteilen freien Liebe nach!“ (aus Nathan der Weise). Die Polizei Mainz sah sich daraufhin gezwungen, Strafanzeige, wegen des Verdachts der „groben Störung einer genehmigten Versammlung“, nach § 21 VersG, gegen den Intendanten des Staatstheaters Markus A. Müller, zu stellen. »Wenn man dafür eine Anzeige bekommt, dann ist das eben so«, kommentierte dieser den Vorgang anschließend. Das Strafverfahren stellte die Staatsanwaltschaft Mainz am 1. Mai 2016 ein, da Müller keine Absicht, die Versammlung zu vereiteln, nachzuweisen sei. Auch das von der Stadt Mainz betriebene Ordnungswidrigkeitsverfahren gegen ihn wurde eingestellt.
Das Staatstheater und das Landespolizeiorchester gaben am 24. Januar 2016 als Reaktion auf die Ereignisse ein Benefiz-Konzert für Vielfalt und Toleranz und zugunsten von Mainzer Organisationen, die sich für Flüchtlinge einsetzen.